# Honda Stream
Honda Stream — 5/7-місний компактвен японської компанії Honda. Випускався з 2000 по 2014 рік.

## Перше покоління

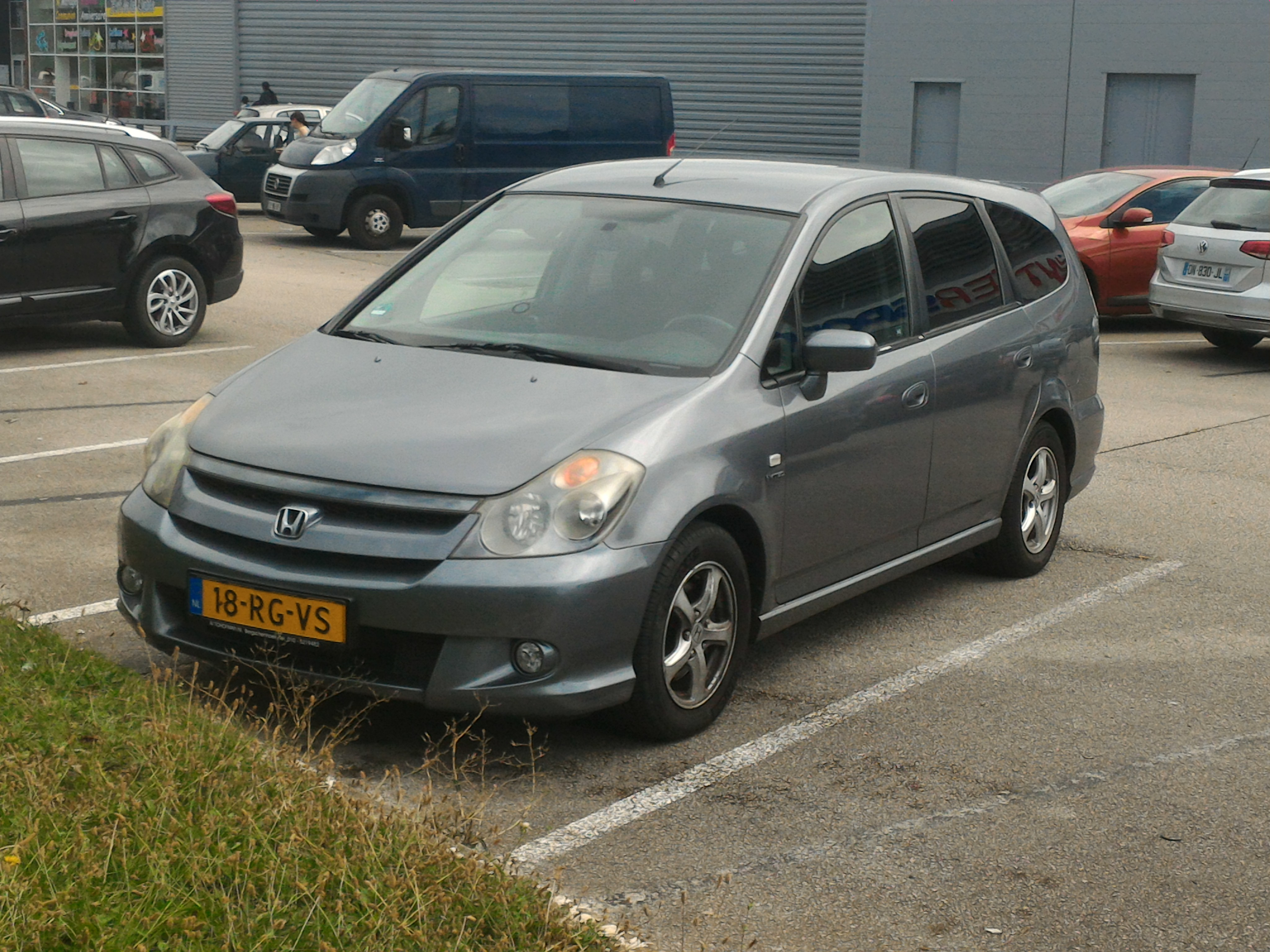
Honda Stream (2004-2006)

Відрізняється від більшості автомобілів свого класу стрімким дизайном, високими динамічними характеристиками. Будується на платформі Honda Civic. Дизайн моделі знаходиться на грані між мінівеном і універсалом, а висота кузова (1,55 м) ще більш ускладнює однозначну класифікацію. Багато власників схильні відносити Honda Stream до розряду універсалів підвищеної місткості (УПМ).

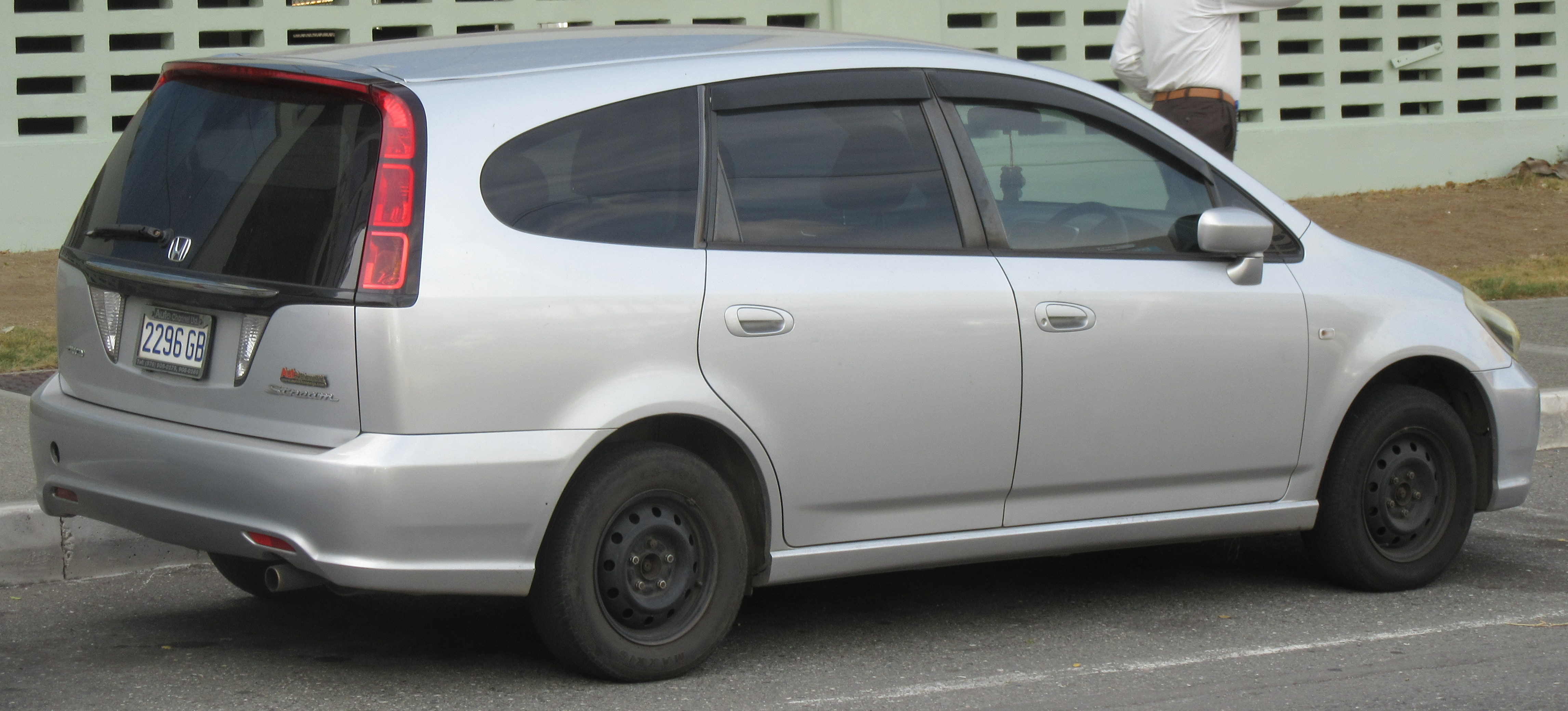

У 2004 році Honda Stream модернізували, так дизайнери змінили зовнішність та інтер'єр автомобіля, зробивши його більш зручними. Втім, дані зміни не затронули технічні параметри автомобіля. В результаті рестайлінга, у салоні на другому ряду замість тримісного дивану з'явилися два окремих крісла, розділені підлокітником з підстаканниками.

### Двигуни
- 1.7 л D17 VTEC I4 125 к.с.
- 2.0 л K20A1 i-VTEC I4 156 к.с. (RN3, FWD)
- 2.0 л K20A1 i-VTEC I4 158 к.с. (RN4, AWD)
- 2.0 л K20B i-VTEC I I4 156 к.с.

### Базова комплектація
До базової комплектації входять: 17-дюймові спортивні литі диски коліс, передні протитуманні вогні, складні бічні дзеркала з електроприводом та сигналами повороту, автоматичні ксенонові фари та прозорий люк даху з електроприводом. До переліку елементів безпеки включені: дві подушки безпеки,  технологія «G-Force Control Technology», яка контролює силу удару при зіткненні, паски безпеки з функцією нагадування, антиблокувальна гальмівна система з розподілом гальмівних зусиль, функція допомоги при гальмуванні та протибуксувальна система. 

## Друге покоління

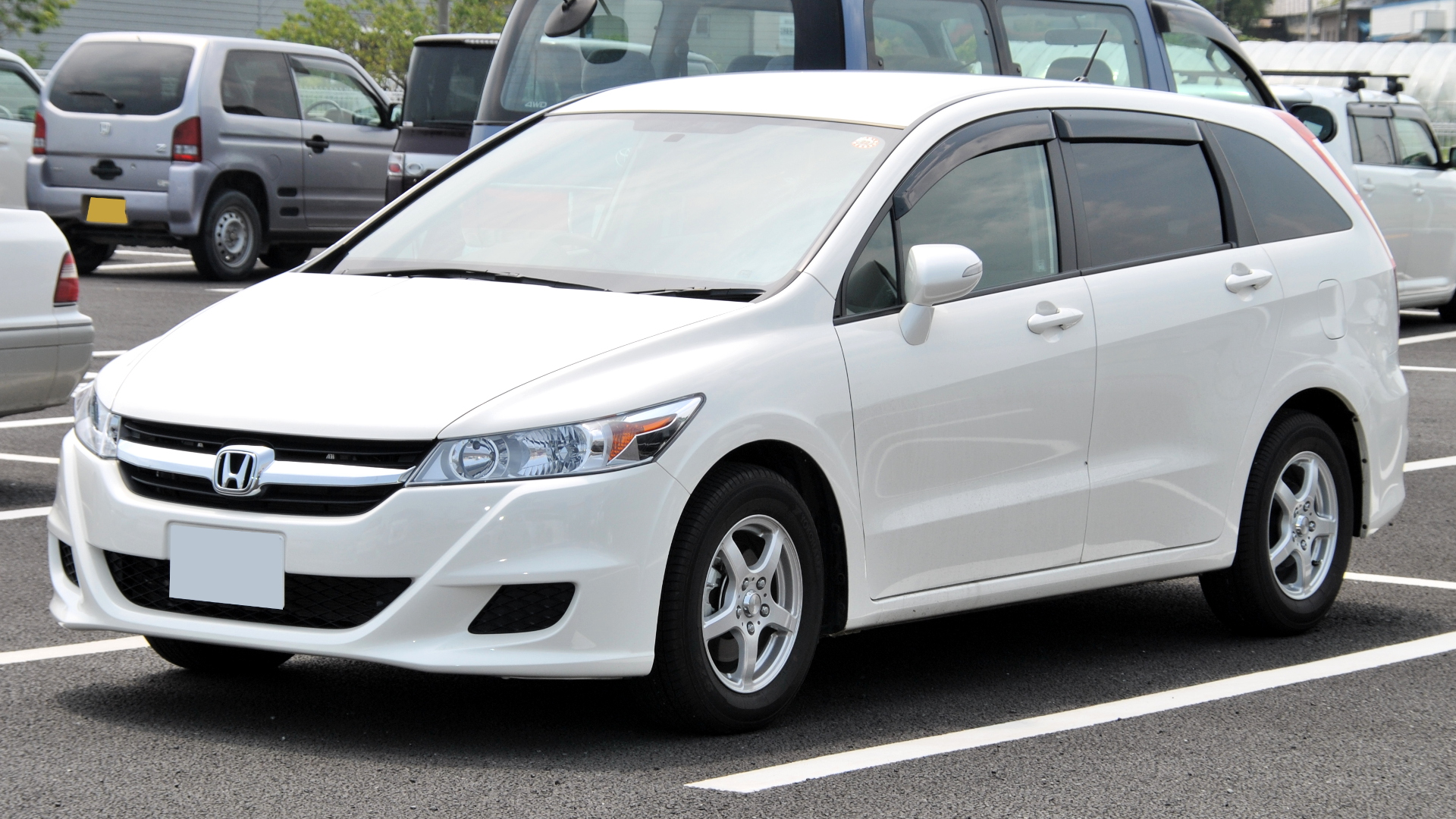
Honda Stream (2006-2014)

У Японії та інших далекосхідних країнах з 2006 по 2014 рік виготовлялась друга генерація Honda Stream, яка не поставлялася в Європу та Північну Америку.

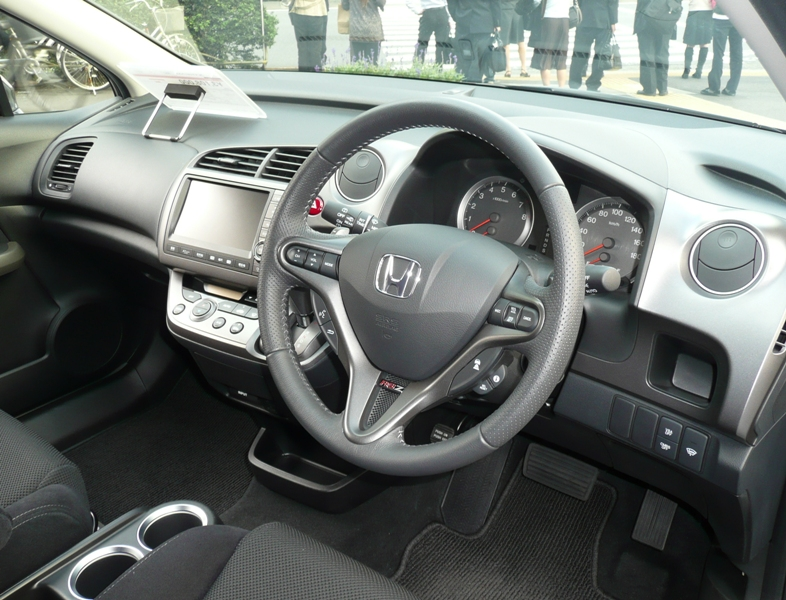

Цьому поколінню Honda Stream відповідають наступні коди кузова: RN6/7/8/9. Автомобіль поставлявся в декількох комплектаціях з двома бензиновими двигунами: R18A 1,8-літровий SOHC i-VTEC 140 к.с. (105 кВт) (2-stage) з 5-ступінчастою АКПП (і 5-ступінчастою механічною коробкою передач) і R20A 2-літровий SOHC i-VTEC 150 к.с. (112 кВт) (3-stage) оснащується варіатором (CVT) з можливістю вибору однієї з 7 передач (Tiptronic).
Комплектація RSZ поставлялася з посиленими амортизаторами і заднім стабілізатором поперечної стійкості. Комплектації Stream RST (2009-2014) і TS (2010-2014) поставлялися тільки з двома рядами сидінь (5 пасажирів).

### Двигуни
- 1.8 л R18A i-VTEC I4
- 2.0 л R20A i-VTEC I4

## Безпека
У 2001 році за рейтингом Euro NCAP автомобіль отримав 4 «зірки» для водія і 3 «зірки» для пішоходів.